# Schloss Königsbrück

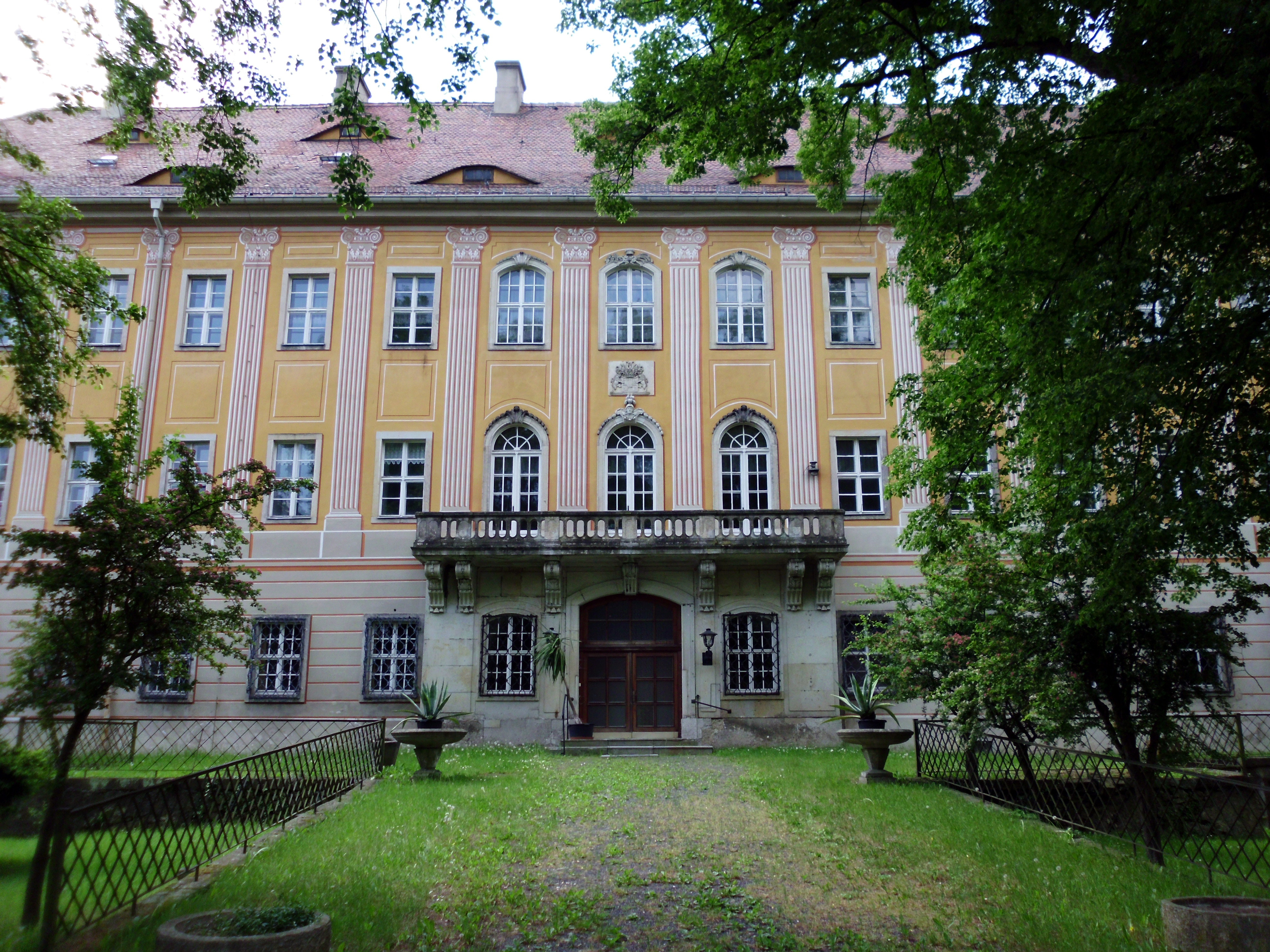
Schloss Königsbrück

Das Schloss Königsbrück liegt auf einem felsigen Talsporn bei Königsbrück und wird teilweise von der Pulsnitz umflossen.

## Geschichte

Blick auf die Altstadt von Königsbrück, an deren westlichem Rand (im Bild links) sich das Schloss und die Hauptkirche befinden

Das Schloss war ursprünglich eine hölzerne Grenzfeste, die sich notwendig machte, um die Grenze zwischen der sächsischen Markgrafschaft Meißen und dem böhmischen Markgraftum Oberlausitz zu sichern. Die Pulsnitz war damaliger Grenzfluss zum Königreich Böhmen. Als später die Altstraße Frankfurter Geleis entstand, die hier die Via Regia kreuzte, wurde hier der Brücken- und Geleitzoll zur „königlichen Brücke“ erhoben. Daher kommt der Name Königsbrück.

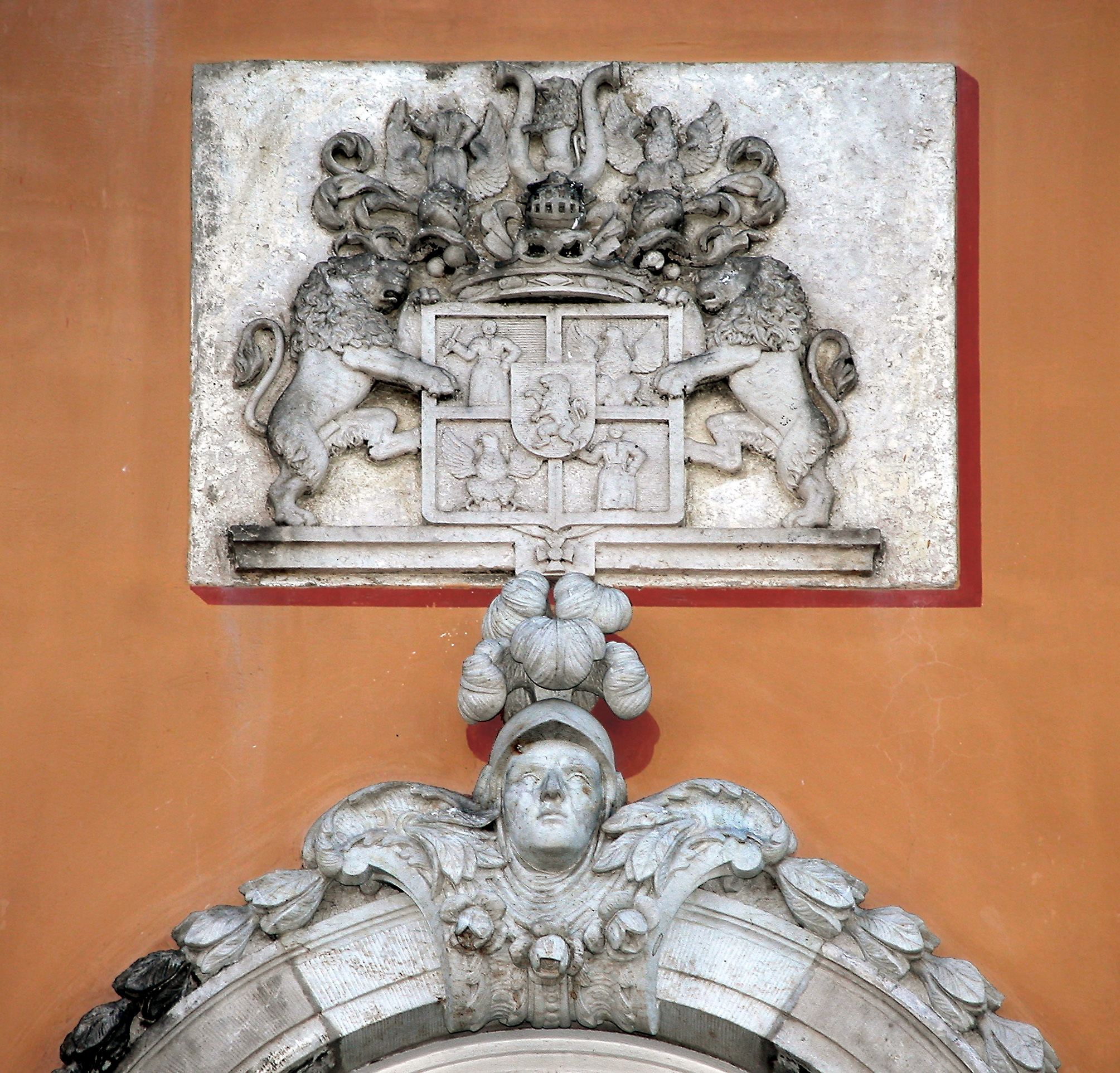
Schloss Königsbrück, Wappen der Adelsfamilie Hohenthal über dem Portal (Zust. 2005)

Anfang des 13. Jahrhunderts war Königsbrück in Lehnbesitz der Herren von Kamenz. Dies geht aus einer Stiftungsurkunde des Klosters St. Marienstern vom 13. Oktober 1248 hervor, worin der Zoll „de theoloneeo in Kunigesbruc“ erwähnt wird. Dies ist auch die Ersterwähnung von Königsbrück.
Im Schutze dieser Grenzfeste entstand allmählich eine Handwerkersiedlung für die hier durchkommenden Handelswagen. Zur Ausspanne und Rast wurde ein 65 × 75 m großer Platz angelegt, der sich im Nachhinein als Marktplatz entwickelte.
Als erster namentlicher Besitzer erscheint am 8. September 1298 Heinricus de Konigesbruck als Zeuge in einer Urkunde des Markgrafen von Meißen. Dieser Heinricus war mit Sicherheit Lehensnehmer der Herren von Kamenz und somit noch nicht in Besitz der Grundherrschaft. Dies gelang erst Hawlatsch (auch Hlaváč) von Dohna, nachdem sich 1438 die Herrschaft Kamenz aufgelöst hatte. Bereits 1346 wird die Königsbrücker Hauptkirche in einer meißnischen Matrikel erstmals erwähnt.
In einer besonderen Urkunde vom 11. Januar 1351, die der böhmische König Karl IV. der Stadt Budissin ausstellen ließ, heißt es, dass die „oppidum“ (Stadt) und Schloss Königsbrück nie von der Krone Böhmens und der Vogtei Budissin getrennt werden soll.
1454 belehnte Ladislaus Postumus, König von Böhmen, die Gebrüder von Dohna „[…] ferner mit dem von ihrem Vater Hawlatsch von Dohna aufgebautem Sitze vor dem Städtlein.“ Diese Brüder assimilierten nach und nach auf der Oberlausitzer Seite liegenden Dörfer der ehemaligen Herrschaft Kamenz.
1439–1579 war die Stadt im Besitz der Burggrafen von Dohna, deren Besitzungen 1527 bzw. 1551 erstmals als Herrschaft bezeichnet wurden.
Mit dem Tod von Christoph von Dohna, der 1560 während einer Predigt in Bautzen einen tödlichen Schlaganfall erlitt, starb diese Linie von Dohna aus und Stadt und Standesherrschaft Königsbrück fielen als erledigtes Lehen an die Krone Böhmens zurück. An dieses Geschlecht erinnert nur noch der Bau der Baderbrücke und der Umbau des alten Teiles des Schlosses mit Wappen im Außenputz des Wendelsteins. Kaiser Ferdinand I. verkaufte sie aber bereits 1562 wieder an Caspar von Dohna auf Straupitz, der sie im selben Jahr zur vierten Standesherrschaft der Oberlausitz erheben ließ. An ihn erinnert noch die Hospitalkirche, die er erbauen ließ.
1704, unter der Herrschaft von Maximilian Freiherr von Schellendorff, errichtete man das jetzige Hauptschloss und die Wirtschaftsgebäude mit Gärtnerei. 1703 kamen bereits die großen Terrassenmauern hinzu. 1726 kam die Standesherrschaft an Reichsgraf Heinrich Friedrich von Friesen auf Schönfeld. In dieser Zeit entstand eine offene Treppenanlage, die man später zusetzte. 1752 errichtete man große Gewächshäuser.

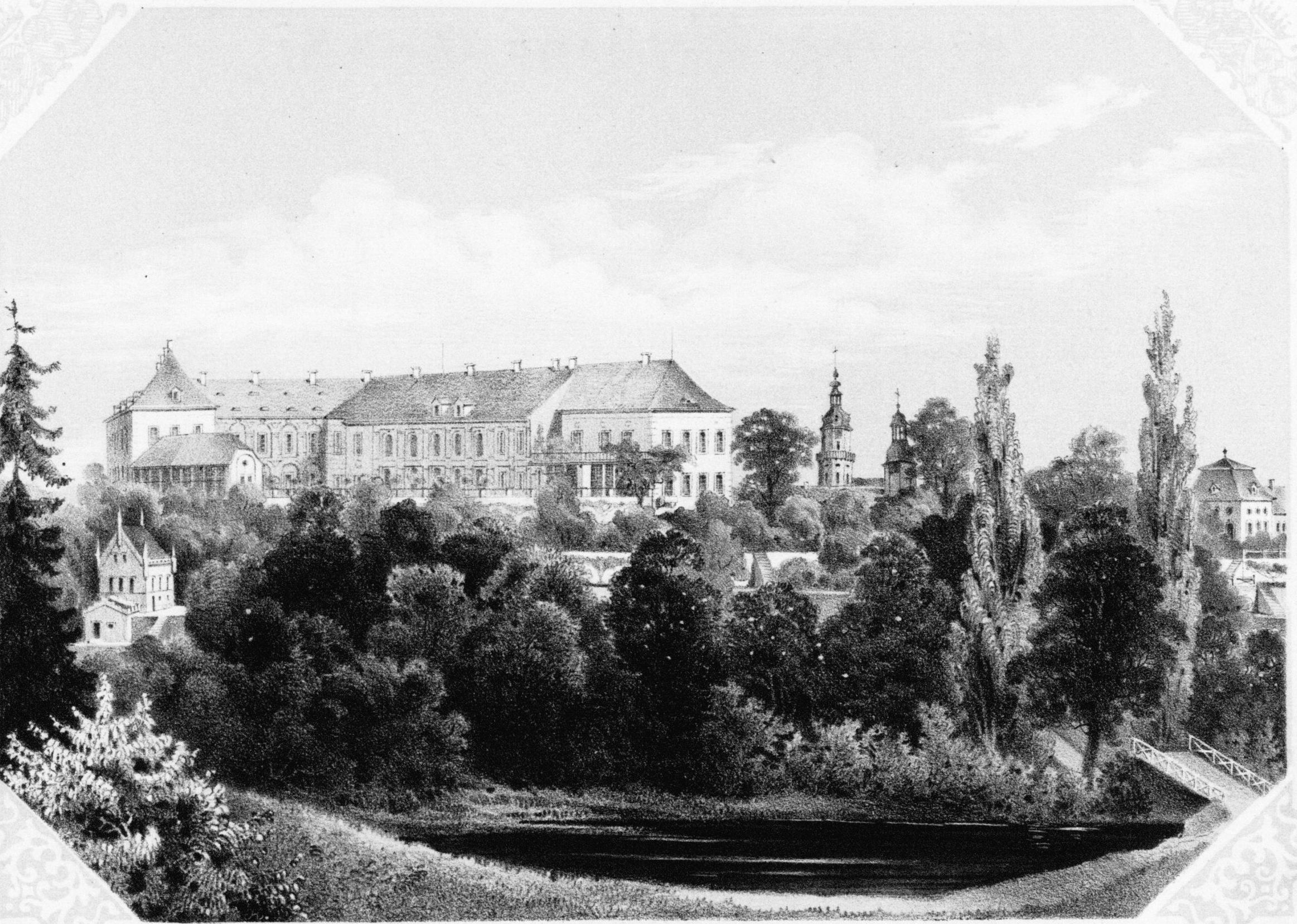
Schloss Königsbrück, Mitte des 19. Jahrhunderts

1803 übernahm Graf Peter Karl Wilhelm von Hohenthal das Schloss mit zugehörigem Gut. In der Zeit der Hohenthalschen Herrschaft wurde die Orangerie des alten Schlosses abgerissen, die Pilaster-Bemalung an der Schauseite entstand. 1852 ging das Schloss aus dem Konkurs der Familie Hohenthal über Ernst an August Wilding über, der das Gebäude fast bis zur Unbewohnbarkeit herunterwirtschaftete.
1893 erwarb der Dresdner Unternehmer Bruno Naumann – Gründer und Mehrheitsaktionär des Feinmechanik-Unternehmens Seidel & Naumann – die Standesherrschaft samt Schloss. Naumann starb 1903 in Dresden-Loschwitz und wurde im 1904 erbauten Mausoleum an der Königsbrücker Kirche beigesetzt. Erst ab April 1917 konnte die Familie seines Sohnes und einzigen Erbens das Schloss nach umfangreichen Erneuerungen bewohnen. Im April 1945 musste die Familie Naumann Königsbrück verlassen.

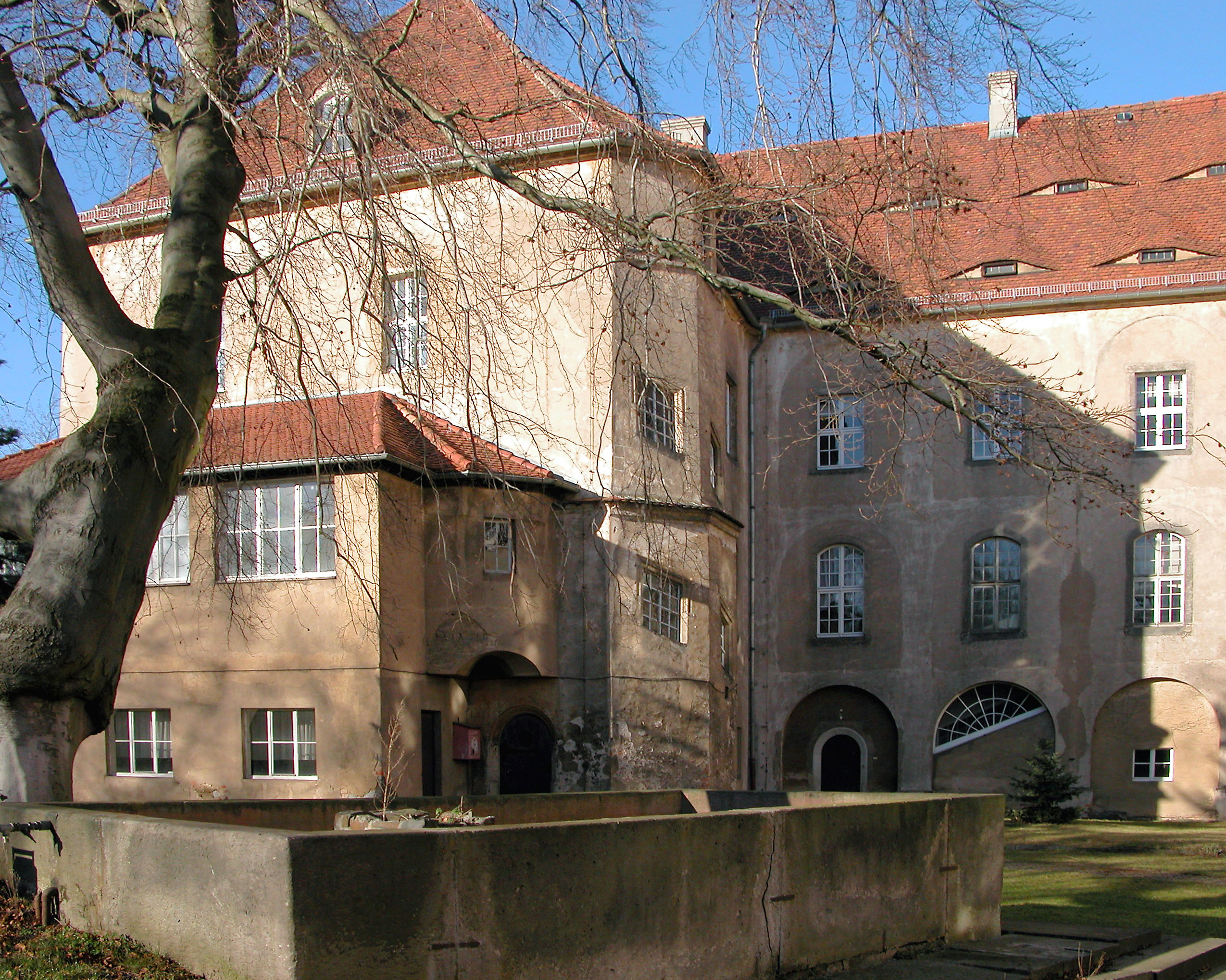
Schloss Königsbrück, Wendelstein aus der Renaissance (Zustand 2005)

1945/1946 wurde das Schloss von der Sowjetischen Militäradministration in Deutschland als Lazarett genutzt. 1948 lebten 32 ausgebombte Familien aus Dresden im Gebäude. Gleichzeitig stellte man Anträge auf Abbruch des Schlosses.
Am 13. Juli 1948 wurde vom Landkreis Kamenz beschlossen, vorerst nur den Schlossturm abzureißen. Von 1952 bis 1966 nutzte man das Schloss nach umfangreichen Bauarbeiten als Erholungsheim. Am 1. November 1966 wurde das Schloss als Außenstelle des Bezirkskrankenhauses für Neurologie und Psychiatrie Arnsdorf eröffnet. Die Bettenanzahl lag am Anfang bei 180 Betten, später wurde auf 220 Betten aufgestockt.
1985 begann die Renovierung der Außenfassaden des Schlosses. 1994 wurde das psychiatrische Pflegeheim durch den Arbeiter-Samariter-Bund (ASB) als Betreiber übernommen. Auf Initiative des Heimatvereins Königsbrück und Umgebung e. V. begann man 1997 mit dem Wiederaufbau des Schlossturms. Zur 750-Jahr-Feier von Königsbrück konnte das Türmchen am 24. Juni 1998 übergeben werden.
Nach dem Neubau je eines Altenheimes am Königsbrücker Schlosspark und in Bernsdorf wurde das Schloss seit Januar 2001 nicht mehr als Pflegeheim genutzt. Nach längerem Leerstand infolge Besitzerwechsels wurde das Schloss am 30. August 2016 im Rahmen einer Auktion der Sächsischen Grundstücksauktionen in Dresden zum Mindestgebot von 598.000 Euro versteigert.
Eine Sehenswürdigkeit sind die Königsbrücker Kamelien in einem Gewächshaus der Schlossgärtnerei, die zu den ältesten Kamelien Europas zählen.